# トライトリビュートプロジェクト
トライトリビュートプロジェクト（Tri-Tribute Project）は、鳥取県活性化を目的とした地域貢献プロジェクトとされている。
2009年1月に鳥取県出身者を中心とする地域貢献のための企画プロジェクトとして発足。鳥取県に貢献するために、「鳥取県の外にいるからこそできること」を追求し、チームのスキルと情熱を最大限に発揮しながら、鳥取県に潜む数限りない資産を広く世界へ伝えていくことを活動の主旨となっている。
プロジェクト名の由来
トライトリビュートプロジェクト（Tri-Tribute Project）は、その頭文字をとって略称をTTPと表現されている。
- Tottori（とっとり） → 鳥取に貢献できる活動であること。
- Try（トライ） → 使命感に囚われず、まずはやってみる（＝トライ）の精神を忘れない。
- Trill（トリル） → 活動を通して、一人ひとりが心震える（＝トリル）経験をする。

の3つ（＝英語でトライアングル）のTを活動規範に掲げているところから、トライトリビュートプロジェクトと命名されている。
メンバー
- 奥岩浩基
- 木村美樹雄
- 高橋遼
- 富田祐貴
- 中ノ森めぐみ
- 山本耕平

## 活動
ガイナーレ鳥取プロジェクト
鳥取のサッカークラブであるガイナーレ鳥取 との交流を通じて、地域貢献を果たしている。
がいなもんプロジェクト
がいなもんとは鳥取の昔ながらの言葉で「偉い人」を意味する。鳥取県内で活躍するがいなもんと鳥取県外で活躍するがいなもんに着目し、インタービューを通じ地域貢献を果たしている。